# Metopa pollexiana
Metopa pollexiana är en kräftdjursart. Metopa pollexiana ingår i släktet Metopa och familjen Stenothoidae. Inga underarter finns listade i Catalogue of Life.